# Copersucar
La Copersucar S.A. è un'azienda brasiliana attiva nel campo del trattamento della canna da zucchero, nella produzione e distribuzione dello zucchero, nella produzione di alcool per uso alimentare, industriale e come combustibile.

## Storia
Fondata il 1º luglio 1959 dalla collaborazione di diverse aziende operanti nel settore saccarifero, deve il suo nome alla contrazione di Cooperativa de Açúcar e Álcool (in italiano Cooperativa di zucchero ed alcool).
Internazionalmente deve parte della sua popolarità nella scelta di sponsorizzare la prima squadra brasiliana di Formula 1 dovuta all'iniziativa del due volte campione del Mondo Emerson Fittipaldi. Nelle prime tre stagioni, tra il 1975 ed il 1977, la denominazione ufficiale del team fu infatti Copersucar-Fittipaldi e che dipinse le proprie monoposto con i colori nazionali del Brasile, blu, verde e oro.